# Північно-Кавказька операція (1943)
Півні́чно-Кавка́зька опера́ція (1 січня — 4 лютого 1943) — стратегічна наступальна операція південного крила радянських військ на Північному Кавказі, частина битви за Кавказ 1942-43.

## Зміст
Наступальна операція військ Південного, Закавказького та Північно-Кавказького (з 24 січня) фронтів проводилася у взаємодії з Чорноморським флотом з 1 січня по 4 лютого з метою розгрому північно-кавказького угруповання військ Вермахту та звільнення Північного Кавказу.
На початок 1943 року війська Сталінградського (з 1 січня 1943 — Південного) фронту (5-та ударна, 2-га гвардійська, 51-ша і 28-ма загальновійськові, 8-ма повітряна армії під командуванням генерал-полковника А. І. Єрьоменко, з 2 березня генерал-лейтенанта Р. Я. Малиновського) в результаті Котельниківської операції 1942 вийшли на рубіж Лозна, Приютне утворивши загрозу тилам ворожого угруповання на Північному Кавказі.
Війська Закавказького фронту (генерал армії І. В. Тюленєв), зведені у дві групи, оборонялися в 1000 км смузі від Ачікулак до Новоросійська: Північна група військ (44-та, 58-ма, 9-та і 37-ма армії, 4-й Кубанський і 5-й Донський гвардійські кавалерійські корпуси (генерал-лейтенант І. І. Масленников) — на рубежі Ачікулак, південніше Нальчика; Чорноморська група військ (46-та, 18-та, 56-та і 47-ма армії, генерал-лейтенант І. Ю. Петров) — на рубежі Терська, Шаумян, Новоросійськ. Війська Закавказького фронту підтримували 4-та і 5-та повітряні армії. Фронту в оперативному відношенні підпорядковувався Чорноморський флот (віце-адмірал П. С. Октябрьський). Всього у складі Південного та Закавказького фронтів було 55 стрілецьких дивізій та 41 бригада, 2 танкових, 2 механізованих і 2 кінних корпуси (понад 1 млн чол., 11 341 гармат і мінометів, 1 278 танків, 900 літаків).
Південному фронту протистояли оперативна група «Голлідт» і 4-та танкова армія групи армій «Дон» (генерал-фельдмаршал Е. фон Манштейн), Закавказькому фронту — 1-ша танкова і 17-та польова армії групи армій «A» (генерал-полковник, з 1 лютого генерал-фельдмаршал Е.фон Кляйст) — всього 32 піхотних, 8 танкових і 3 моторизовані дивізії (764 тис. чол., 5 290 гармат і мінометів, 700 танків, 530 літаків).
Задум радянського командування передбачав узгодженими ударами військ Південного і Закавказького фронтів із північно-східного, південного і південно-східного напрямків розчленувати і розгромити головні сили групи армій «A», не допустивши її відходу з Північного Кавказу. Південний фронт завдавав головний удар арміями правого крила (5-та ударна і 2-га гвардійська) на Ростов і відрізав шляхи відходу на захід формуванням групи армій «A», а арміями лівого крила (51-ша і 28-ма) наступати на Сальськ, Тихорєцьк, назустріч військам Закавказького фронту, щоб спільними діями оточити і знищити угруповання противника в межиріччі Кубані і Манича. Закавказький фронт мав завдання завдати головний удар на своєму лівому крилі основними силами Чорноморської групи військ (18-та, 56-та і 47-ма армії) на Краснодар, Тихорєцьк, назустріч військам Південного фронту, а силами Північної групи військ не допустити відходу військ Вермахту, притиснути основні його сили до Головного Кавказького хребта і знищити їх. Чорноморський флот, надаючи сприяння Чорноморській групі військ, повинен був частиною сил розгорнути активні дії на комунікаціях супротивника і підготувати висадку десанту в його тилу.
1 січня війська Південного фронту перейшли в наступ на ростовському і сальському напрямках. Одночасно командування Вермахту, намагаючись уникнути оточення 1-ї танкової армії, стало відводити її з району Моздок, Нальчик, Прохладний у загальному напрямку на Ставрополь. 3 січня Північна група військ почала переслідування військ супротивника, що відходили. 7 січня кавалерійські корпуси і танкові частини Північної групи військ були об'єднані в кінно-механізовану групу, яка мала завдання вийти в район Невинномиська або Армавіра і відрізати шляхи відходу німецьких військ на північний захід.
Однак німці зуміли організовано відійти на укріплений рубіж оборони по річкам Кума і Золка, де 8-10 січня військам Північній групі довелося вести запеклі бої. 11-12 січня з району на південь від Нефтегорська, Шаумян перейшли в наступ ударні угруповання 46-ї та 18-ї армій. До середини січня війська Південного фронту вийшли у великий закрут Дону і до Маничського каналу і на підступи до Ростова, а війська Північної групи військ, переслідуючи супротивника, звільнили міста Малгобек, Моздок, Нальчик, Прохладний, Георгієвськ, Мінеральні Води, П'ятигорськ, Єсентуки, Кисловодськ і досягли кордону Сергіївка, Курсавка, Черкеськ. 
21 січня з'єднання 44-ї армії штурмом оволоділи Ставрополем. До 24 січня війська Південного фронту і Північної групи військ відкинули німецькі війська на рубіж Сіверський Донець, Біла Глина, Армавір, Лабінськ. До цього ж часу 56-та армія, що перейшла в наступ 16 січня, вийшла на ближні підступи до Краснодару. Щоб не дати втекти ворогу до Криму через Керченську протоку, Ставка ВГК наказала Чорноморській групі військ головними силами опанувати Новоросійськ і звільнити Таманський півострів, а правофланговими з'єднаннями вийти в район Краснодара. 24 січня Північна група військ була перетворена на Північно-Кавказький фронт (генерал-лейтенант, з 30 січня 1943 генерал-полковник І. І. Масленніков), який отримав завдання — військами правого крила (44-та, 58-ма армії та кінно-механізована група генерал-лейтенанта Н. Я. Кириченко) розвивати удар на Тихорєцьк, станицю Кущевська, завдати поразки частинам 1-ї танкової армії противника, що відступали, і у взаємодії з лівим крилом Південного фронту опанувати Батайськ, Азов і Ростов. В подальшому форсувати Таганрозьку затоку і вийти на її північний берег в районі Крива коса, Будьонівка військами лівого крила (9-та і 37-ма армії) наступати на станицю Тимашевська і Краснодар і спільно з Чорноморською групою військ розгромити німецьку 17-ту польову армію. Наприкінці січня — початку лютого війська Північно-Кавказького фронту звільнили Кропоткін, Тихорєцьк, з півдня вийшли на підступи до Ростова-на-Дону, до Таганрозької затоки в районі Єйська і потіснили супротивника в районі північно-східніше Краснодара. Тим часом війська Південного фронту висунулися на східні підступи до Шахт, Новочеркаськ і Ростов. 
29 січня війська Чорноморської групи звільнили Майкоп і до 4 лютого вийшли на рубіж р. Кубань і в район станиці Усть-Лабінська. На цьому Північно-Кавказька операція завершилася.
Водночас, радянському командуванню не вдалося реалізувати головне завдання щодо розгрому південного угруповання німецького Вермахту на Східному фронті. Більш того німецьким військам на Північному Кавказі вдалося уникнути розгрому і відносно організовано відійти в західну частину Краснодарського краю, залишивши за собою Краснодар та утворивши потужний плацдарм на цьому напрямку. Переважна більшість решти військ відійшла в район північніше Ростова.